# Friedrich Hoppichler

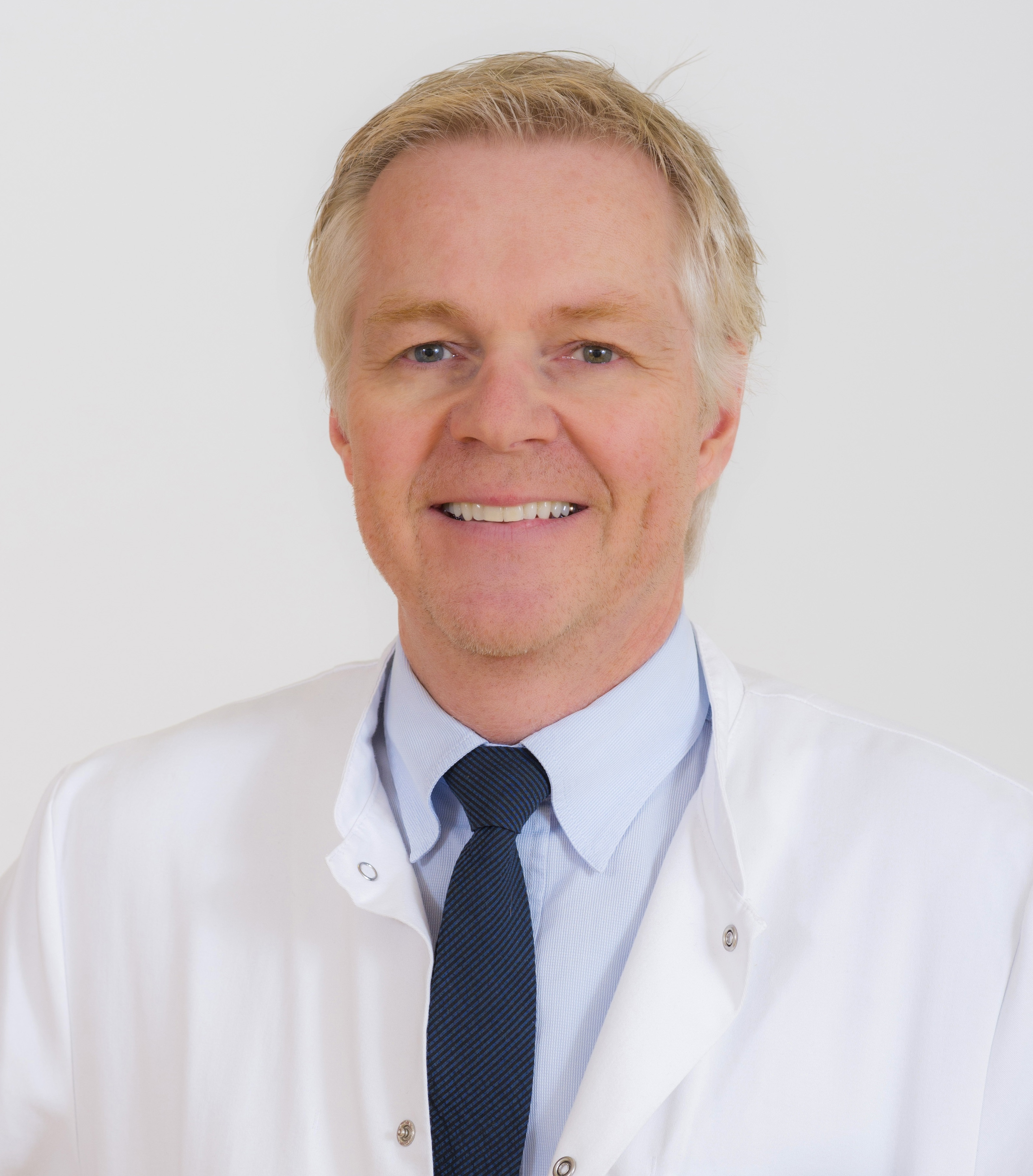
Friedrich Hoppichler (2015)

Friedrich Hoppichler (* 28. April 1959 in Vöcklabruck) ist ein österreichischer Internist, Diabetologe, Endokrinologe und Kardiologe. Er ist Primarius der Abteilung für Innere Medizin im Krankenhaus der Barmherzigen Brüder in Salzburg und ärztlicher Leiter des Krankenhauses der Barmherzigen Brüder in Salzburg. Darüber hinaus ist er Vorstand des wissenschaftlichen, präventivmedizinischen Instituts  SIPCAN – Initiative für ein gesundes Leben (Special Institute for Preventive Cardiology and Nutrition).

## Werdegang
Hoppichler absolvierte ein Studium der Medizin an der Universität Innsbruck, an der er 1987 promovierte. 1993 schloss er eine Facharztausbildung zum Facharzt für Innere Medizin an der Universitätsklinik Innsbruck ab. 1995 bzw. 1998 folgten der Additivfacharzt für Kardiologie und der Additivfacharzt für Endokrinologie und Stoffwechselerkrankungen. 1996 erhielt er die Venia docendi. Seit 1999 ist Hoppichler Primarius der Abteilung für Innere Medizin und Leiter des medizinisch-chemischen Labors des Krankenhauses der Barmherzigen Brüder in Salzburg. 2005 gründete er gemeinsam mit Monika Lechleitner das wissenschaftliche vorsorgemedizinische Institut SIPCAN (Special Institute for Preventive Cardiology and Nutrition) als Initiative für ein gesundes Leben. Seit 2008 ist er zudem Ärztlicher Direktor des Krankenhauses der Barmherzigen Brüder in Salzburg. Seit 2012 ist er zusätzlich Additivfacharzt für Geriatrie und Gerontologie. Zudem verfügt er über das Diplom für Palliativmedizin, das Diplom zum Klinischen Prüfarzt und das Diplom zum Umweltschutzarzt der Österreichischen Ärztekammer.
Hoppichler hatte zahlreiche Funktionen in wissenschaftlichen Fachgesellschaften inne. Er war Erster Sekretär der Österreichischen Diabetes Gesellschaft, Präsident der Diabetes Education Study Group Austria (DESG), eine Working group der European Association for the Study of Diabetes, und President elect des Österreichischen Lipidforums. Auch war er Präsident der Österreichischen Adipositas Gesellschaft sowie Leiter der Arbeitsgruppe „Prävention und Atherosklerose“ bzw. stv. Arbeitsgruppen-Leiter der Arbeitsgruppe Prävention, Rehabilitation und Sportkardiologieder der Österreichischen Kardiologischen Gesellschaft für Kardiologie. Aktuell ist er European Fellow of the SCOPE Program der International Association for the Study of Obesity (IASO) und jahrelanges Vorstandsmitglied der Österreichischen Diabetes Gesellschaft. Er ist auch Beiratsmitglied der Österreichischen Gesellschaft für Kardiologie und Mitglied der Nationalen Ernährungskommission des österreichischen Bundesministeriums für Soziales, Gesundheit, Pflege und Konsumentenschutz.
Er hat eine Lehrbefugnis für „Gesundheitswissenschaften“ und „Medizinisches Krankenhausmanagement“ an der UMIT (Private Universität für Gesundheitswissenschaften, Medizinische Informatik und Technik in Hall in Tirol), ist Mitglied im Universitätskollegium der Paracelsus Medizinischen Privatuniversität Salzburg (Vertreter der Lehrkrankenhäuser) und zudem Mitglied des Landessanitätsrats Salzburg.
Seine Arbeits- und Forschungsschwerpunkte sind die Therapie und Prävention von Herz-Kreislauf-Erkrankungen, Diabetes, Fettstoffwechselstörungen, Bluthochdruck sowie Übergewicht und Adipositas. Dabei hat er auch ein Studienzentrum zur Erforschung neuer medikamentöser und optimaler Therapieoptionen eingerichtet. Sein besonderer Einsatz gilt der frühzeitigen Bekämpfung von Herz-Kreislauf-Erkrankungen und deren Folgen, wozu er 2005 in seiner Vorstandsfunktion auch das präventivmedizinische Institut SIPCAN – Initiative für ein gesundes Leben gegründet hat.
Er ist Mitglied mehrerer Investigator Boards und Konsensus-Konferenzen sowie wissenschaftlicher Beiräte und Gutachter diverser Fachzeitschriften bzw. wissenschaftlicher Journale. Er hat zahlreiche wissenschaftliche Publikationen in internationalen Fachzeitschriften sowie Buchbeiträge publiziert und ist regelmäßig als Referent bzw. Vorsitzender auf wissenschaftlichen Kongressen vertreten.
Für seine Verdienste in der Wissenschaft und Medizin erhielt er mehrere Auszeichnungen und Ehrungen.

## Auszeichnungen
- Österreichischer Paracelsus Preis der Österreichischen Gesellschaft für Innere Medizin (1991)
- Hoechst Preis (1992)
- Preis der Ärztekammer für Tirol und Vorarlberg (1992)
- Dr. Johannes Tuba Preis (1997)
- Österreichischer Kardiologenpreis der Österreichischen Gesellschaft für Kardiologie (1997)
- Österreichisches Ehrenkreuz für Wissenschaft und Kunst verliehen durch den Bundespräsidenten der Republik Österreich (2007)
- Großes Verdienstzeichen des Landes Salzburg (2013)[4]
- Pro Caritate Verdienstzeichen des Landes Salzburg (2018)
- Österreichisches Ehrenkreuz für Wissenschaft und Kunst I. Klasse verliehen durch den Landeshauptmann für Salzburg (2019)[5]
- Verleihung der Ehrenmitgliedschaft der Österreichischen Adipositas Gesellschaft (2023)[6]
- Großes Ehrenzeichen des Landes Salzburg (2024)[7]
- Rupert-und-Virgil-Orden in Großgold (2025)[8]

## Publikationen (Auswahl)
- J. M. Brix, B. Andersen, K. Aydinkoc-Tuzcu, F. Hoppichler et al.: Übergewicht und Adipositas bei Erwachsenen: allgemeine Behandlungsgrundsätze und konservatives Management. In: Wiener Klinische Wochenschrift. 135(Suppl 6), 6. Nov 2023, S. 706–720. doi:10.1007/s00508-023-02270-9
- R. R. Bruno, R. Uzel, M. Spieker, C. Datz, D. Oehler, F. Bönner, M. Kelm, F. Hoppichler, C. Jung, B. Wernly: The impact of gender and frailty on the outcome of older patients with functional mitral regurgitation. In: ESC Heart Failure. Band 10, Nr. 5, Oct 2023, S. 2948–2954. Epub 2023 Jul 24. doi:10.1002/ehf2.14478
- R. Uzel, R. R. Bruno, C. Jung, C. Lang, H. Hoi, M. Grünbart, C. Datz, F. Hoppichler, B. Wernly: Clinical Impact of ACE-I/ARB for Conservatively Treated Patients with Moderate to Severe Mitral Regurgitation: A Single Center Observational Study. In: Journal of Cardiovascular Development and Disease. Band 10, Nr. 4, 18. Apr 2023, S. 177. doi:10.3390/jcdd10040177.
- R. Uzel, R. Rezar, R. R. Bruno, S. Wernly, C. Jung, G. Delle Karth, C. Datz, F. Hoppichler, B. Wernly: Frailty as a predictor of mortality and readmission rate in secondary mitral regurgitation. In: Wiener Klinische Wochenschrift. Band 12, Jan 2023, S. 1–7.
- M. Clodi, H. Abrahamian, H. Brath, G. Schernthaner, J. Brix, B. Ludvik, H. Drexel, C. H. Saely, P. Fasching, G. Rega-Kaun, B. Föger, C. Francesconi, E. Fröhlich-Reiterer, A. Kautzky-Willer, J. Harreiter, A. Luger, M. Resl, M. Riedl, Y. Winhofer, S. E. Hofer, F. Hoppichler, J. Huber, S. Kaser, C. Ress, M. Lechleitner, F. Aberer, J. K. Mader, H. Sourij, H. Toplak, B. Paulweber, L. Stechemesser, T. Pieber, R. Prager, H. Stingl, T. Stulnig, B. Rami-Merhar, H. Drexel, M. Roden, C. Schelkshorn, T. C. Wascher, R. Weitgasser, S. Zlamal-Fortunat: Antihyperglykämische Therapie bei Diabetes mellitus Typ 2 (Update 2023) [Antihyperglycemic treatment guidelines for diabetes mellitus type 2 (Update 2023)]. In: Wiener Klinische Wochenschrift. 135(Suppl 1), Jan 2023, S. 32–44. German. doi:10.1007/s00508-023-02186-4.
- M. Lechleitner, M. Roden, R. Weitgasser, B. Ludvik, P. Fasching, F. Hoppichler, A. Kautzky-Willer, G. Schernthaner, R. Prager, S. Kaser, T. C. Wascher: Ausschuss Leitlinien. Injektionstherapie (GLP1-Rezeptor Agonisten und Insulin) bei Typ 2 Diabetes mellitus (Update 2023) [Injection therapy of diabetes]. In: Wiener Klinische Wochenschrift. 135(Suppl 1), Jan 2023, S. 45–52. German. doi:10.1007/s00508-023-02171-x. Epub 2023 Apr 20.
- C. Klammer, K. Schindler, R. Bugl, D. Plazek, M. Vötter, T. Kirchner, C. Martino, J. Klammer-Martin, J. Brix, S. Dämon, F. Hoppichler, A. Kautzky-Willer, R. Kruschitz, H. Toplak, M. Clodi, B. Ludvik: Ernährungsempfehlungen für Menschen mit Diabetes (Update 2023) [Nutrition for diabetic patients (Update 2023)]. In: Wiener Klinische Wochenschrift. 135(Suppl 1), Jan 2023, S. 62–77. German. doi:10.1007/s00508-023-02170-y.
- M. Clodi, H. Toplak, M. Resl, J. Brix, D. R. Leitner, J. Harreiter, F. Hoppichler, T. C. Wascher, K. Schindler, B. Ludvik: Adipositas und Typ-2-Diabetes (Update 2023) [Obesity and type 2 diabetes (Update 2023)]. In: Wiener Klinische Wochenschrift. 135(Suppl 1), Jan 2023, S. 91–97. German. doi:10.1007/s00508-023-02184-6.
- M. Lechleitner, S. Kaser, F. Hoppichler, M. Roden, R. Weitgasser, B. Ludvik, P. Fasching, Y. Winhofer, A. Kautzky-Willer, G. Schernthaner, R. Prager, T. C. Wascher, M. Clodi: Diagnostik und Therapie des Typ 1 Diabetes mellitus (Update 2023) [Diagnosis and insulin therapy of type 1 diabetes mellitus (Update 2023)]. In: Wiener Klinische Wochenschrift. 135(Suppl 1), Jan 2023, S. 98–105. German. doi:10.1007/s00508-023-02182-8.
- T. C. Wascher, B. Paulweber, H. Toplak, C. H. Saely, H. Drexel, B. Föger, F. Hoppichler, T. Stulnig, H. Stingl, M. Clodi: Ausschuss Leitlinien. Lipide: Diagnostik und Therapie bei Diabetes mellitus (Update 2023) [Lipids-Diagnosis and therapy in diabetes mellitus (Update 2023)]. In: Wiener Klinische Wochenschrift. 135(Suppl 1), Jan 2023, S. 157–160. German. doi:10.1007/s00508-023-02166-8.
- M. Clodi, C. H. Saely, F. Hoppichler, M. Resl, C. Steinwender, H. Stingl, T. C. Wascher, Y. Winhofer, H. Sourij: Diabetes mellitus, koronare Herzkrankheit und Herzinsuffizienz (Update 2023) [Diabetes mellitus, coronary artery disease and heart disease (Update 2023)]. In: Wiener Klinische Wochenschrift. 135(Suppl 1), Jan 2023, S. 201–206. German. doi:10.1007/s00508-023-02183-7.
- E. Winzer, M. Wakolbinger, M. Schätzer, K. Blagusz, A. Rieder, M. Lechleitner, F. Hoppichler: Impact of a nutrition education programme on free sugar intake & nutrition-related knowledge in fifth-grade schoolchildren. In: European Journal of Public Health. Band 31, Nr. 1, Feb 2021, S. 136–142. doi:10.1093/eurpub/ckaa219. Epub 2020 Nov 23. PMID 33226069.
- T. Knopf, J. Schätzer, W. Schobersberger, F. Hoppichler, B. Wild, M. Schätzer: How can health-promoting nutrition be offered at schools? A method for evaluating and optimizing school cafeterias. In: Journal of Public Health Nutrition. Band 6, Nr. 3, Dez 2020, S. 276–281.
- R. Kruschitz, M. Wakolbinger, K. Schindler, G. Prager, F. Hoppichler, R. Marculescu, B. Ludvik: Effect of one-anastomosis gastric bypass on cardiovascular risk factors in patients with vitamin D deficiency and morbid obesity: A secondary analysis. In: Nutrition, Metabolism and Cardiovascular Diseases. Band 30, Nr. 12, 27. Nov 2020, S. 2379–2388. doi:10.1016/j.numecd.2020.08.011. Epub 2020 Aug 20. PMID 32981799.
- E. Winzer, B. Ludvik, I. Grabovac, R. Kruschitz, K. Schindler, G. Prager, C. Klammer, F. Hoppichler, R. Marculescu, M. Wakolbinger: Course of depressive symptomatology and its association with serum uric acid in one-anastomosis gastric bypass patients. In: Scientific Reports. Band 10, Nr. 1, 27. Okt 2020, S. 18405. doi:10.1038/s41598-020-75407-9. PMID 33110226.
- E. Winzer, I. Grabovac, B. Ludvik, R. Kruschitz, K. Schindler, G. Prager, C. Klammer, L. Smith, F. Hoppichler, R. Marculescu, M. Wakolbinger: Differences in Serum Magnesium Levels in Diabetic and Non-Diabetic Patients Following One-Anastomosis Gastric Bypass. In: Nutrients. Band 11, Nr. 9, 22. Aug 2019, S. 1984.
- M. Schätzer, J. Schätzer, F. Hoppichler: School Programs in Austria: A Combined Behavioral and Environmental Intervention to Promote Healthy Hydration. In: Annals of Nutrition and Metabolism. 74(Suppl 3), 2019, S. 25–29.
- M. Clodi, H. Abrahamian, H. Brath, J. Brix, H. Drexel, P. Fasching, B. Föger, C. Francesconi, E. Fröhlich-Reiterer, J. Harreiter, S. E. Hofer, F. Hoppichler et al.: Antihyperglykämische Therapie bei Diabetes mellitus Typ 2 (Update 2019). In: Wiener Klinische Wochenschrift. 131(Suppl 1), Mai 2019, S. 27–38.
- M. Lechleitner, M. Clodi, H. Abrahamian, H. Brath, J. Brix, H. Drexel, P. Fasching, B. Föger, C. Francesconi, E. Fröhlich-Reiterer, J. Harreiter, S. E. Hofer, F. Hoppichler et al.: Insulintherapie bei Typ 2 Diabetes mellitus (Update 2019). In: Wiener Klinische Wochenschrift. 131(Suppl 1), Mai 2019, S. 39–46.
- K. Schindler, J. Brix, S. Dämon, F. Hoppichler, A. Kautzky-Willer, R. Kruschitz, H. Toplak, B. Ludvik: Nutrition for diabetic patients (Update 2019). In: Wiener Klinische Wochenschrift. Band 131, Nr. 1, Mai 2019, S. 54–60. PMID 30980170.
- T. C. Wascher, B. Paulweber, H. Toplak, C. H. Saely, H. Drexel, B. Föger, F. Hoppichler, T. Stulnig, H. Stingl, M. Clodi: Lipids-Diagnosis and therapy in diabetes mellitus (Update 2019). In: Wiener Klinische Wochenschrift. Band 131, Nr. 1, Mai 2019, S. 136–138. PMID 30980157.
- H. Toplak, D. R. Leitner, J. Harreiter, F. Hoppichler, T. C. Wascher, K. Schindler, B. Ludvik: Diabesity-Obesity and type 2 diabetes (Update 2019). In: Wiener Klinische Wochenschrift. Band 131, Nr. 1, Mai 2019, S. 71–76. PMID 30980154.
- A. Kautzky-Willer, J. Harreiter, H. Abrahamian, R. Weitgasser, P. Fasching, F. Hoppichler, M. Lechleitner: Sex and gender-specific aspects in prediabetes and diabetes mellitus-clinical recommendations (Update 2019). In: Wiener Klinische Wochenschrift. Band 121, Nr. 1, Mai 2019, S. 221–228. PMID 30980153.
- M. Clodi, C. H. Saely, F. Hoppichler, M. Resl, C. Steinwender, H. Stingl, T. C. Wascher, Y. Winhofer-Stöckl, H. Sourij: Diabetes mellitus, coronary artery disease und heart disease (Update 2019). In: Wiener Klinische Wochenschrift. Band 131, Nr. 1, Mai 2019, S. 169–173. PMID 30980152.
- M. Lechleitner, S. Kaser, F. Hoppichler, M. Roden, R. Weitgasser, B. Ludvik, P. Fasching, Y. Winhofer-Stöckl, A. Kautzky-Willer, G. Schernthaner, R. Prager, T. C. Wascher, M. Clodi: Diagnosis and insulin therapy of type 1 diabetes mellitus (Update 2019). In: Wiener Klinische Wochenschr. Band 131, Nr. 1, Mai 2019, S. 77–84. PMID 30980145.
- M. Luger, R. Kruschitz, E. Winzer, K. Schindler, I. Grabovac, F. Kainberger, M. Krebs, F. Hoppichler, F. Langer, G. Prager, R. Marculescu, B. Ludvik: Changes in Bone Mineral Density Following Weight Loss Induced by One-Anastomosis Gastric Bypass in Patients with Vitamin D Supplementation. In: Obesity Surgery. Band 28, Nr. 11, Nov 2018, S. 3454–3465. PMID 29968187.
- M. Luger, E. Winzer, M. Schätzer, S. Dämon, N. Moser, K. Blagusz, B. Rittmannsberger, J. Schätzer, M. Lechleitner, A. Rieder, F. Hoppichler: Gradual reduction of free sugars in beverages on sale by implementing the beverage checklist as a public health strategy. In: European Journal of Public Health. Band 28, Nr. 5, Okt 2018, S. 961–967. PMID 29554259.
- J. S. de Bruin, C. Schuh, W. Seeling, E. Luger, M. Gall, E. Hütterer, G. Kornek, B. Ludvik, F. Hoppichler, K. Schindler: Assessing the feasibility of a mobile health-supported clinical decision support system for nutritional triage in oncology outpatients using Arden Syntax. In: Artificial Intelligence Medicine. Band 92, Nov 2018, S. 34–42. PMID 26563776.
- M. Luger, R. Kruschitz, C. Kienbacher, S. Traussnigg, F. B. Langer, G. Prager, K. Schindler, E. Kallay, F. Hoppichler, M. Trauner, M. Krebs, R. Marculescu, B. Ludvik: Vitamin D(3) Loading Is Superior to Conventional Supplementation After Weight Loss Surgery in Vitamin D-Deficient Morbidly Obese Patients: a Double-Blind Randomized Placebo-Controlled Trial. In: Obesity Surgery. Band 27, Nr. 5, Mai 2017, S. 1196–1207. PMC 5403855 (freier Volltext).
- K. Schindler, J. Brix, S. Dämon, F. Hoppichler, R. Kruschitz, H. Toplak, B. Ludvik: Nutrition for diabetic patients. In: Wiener Klinische Wochenschrift. Band 128, Nr. 2, Apr 2016, S. 131–136. PMID 27052240.
- A. Kautzky-Willer, H. Abrahamian, R. Weitgasser, P. Fasching, F. Hoppichler, M. Lechleitner: Sex- and gender-aspects in regard to clinical practice recommendations for pre-diabetes and diabetes. In: Wiener Klinische Wochenschrift. Band 128, Nr. 2, Apr 2016, S. 151–158. PMID 27052235.
- T. C. Wascher, B. Paulweber, H. Toplak, C. H. Säly, H. Drexel, B. Föger, F. Hoppichler: Lipids--Diagnosis and therapy in diabetes mellitus. In: Wiener Klinische Wochenschrift. Band 128, Nr. 2, Apr 2016, S. 68–70. PMID 27052223.
- M. Lechleitner, M. Roden, R. Weitgasser, B. Ludvik, P. Fasching, F. Hoppichler, A. Kautzky-Willer, G. Schernthaner, R. Prager, T. C. Wascher: Insulin therapy of diabetes. In: Wiener Klinische Wochenschrift. Band 128, Nr. 2, Apr 2016, S. 54–61. PMID 27052221.
- S. Dämon, K. Schindler, B. Rittmannsberger, M. Schätzer, F. Hoppichler: Nutrition in overweight and obesity with a specific focus on gender aspects. In: Wiener Medizinische Wochenschrift. Band 166, Nr. 3-4, Mar 2016, S. 95–101.  PMID 26832129.
- M. Luger, E. Luger, J. Höfler, S. Dämon, L. Angelmaier, K. Maschke, B. Rittmannsberger, C. Sakho, A. Pfeiffenberger, M. Schätzer, W. Schmidjell, M. Lechleitner, F. Hoppichler: Worksite Prevalence of (un)Diagnosed Cardiovascular Risk Factors From a Health-Check-Program in An Austrian Company. In: Journal of Occupational and Environmental Medicine. Band 57, Nr. 12, Dez 2015, S. 1353–1359. PMID 26641834.
- M. Luger, R. Kruschitz, R. Marculescu, H. Haslacher, F. Hoppichler, E. Kallay, C. Kienbacher, C. Klammer, M. Kral, F. Langer, E. Luger, G. Prager, M. Trauner, S. Traussnigg, T. Würger, K. Schindler, B. Ludvik: The link between obesity and vitamin D in bariatric patients with omega-loop gastric bypass surgery - a vitamin D supplementation trial to compare the efficacy of postoperative cholecalciferol loading (LOAD): study protocol for a randomized controlled trial. In: Trials. Band 16, Aug 2015, S. 328. PMID 26242295.
- M. Luger, R. Kruschitz, F. Langer, G. Prager, M. Walker, R. Marculescu, F. Hoppichler, K. Schindler, B. Ludvik: Effects of omega-loop gastric bypass on vitamin D and bone metabolism in morbidly obese bariatric patients. In: Obesity Surgery. Band 25, Nr. 6, Jun 2015, S. 1056–1062. PMID 25381120.
- R. Kruschitz, S. J. Wallner-Liebmann, H. Lothaller, M. Luger, K. Schindler, F. Hoppichler, B. Ludvik: Evaluation of a meal replacement-based weight management program in primary care settings according to the actual European Clinical Practice Guidelines for the Management of Obesity in Adults. In: Wiener Klinische Wochenschrift. Band 126, Nr. 19-20, Okt 2014, S. 598–603. PMID 25193476.
- M. Lechleitner, F. Hoppichler: Gender aspects of malnutrition and associated sequelae. Prevention and therapy. In: Zeitschrift für Gerontologie und Geriatrie. Band 46, Nr. 6, Aug 2013, S. 511–516. PMID 23929193.